# Zavāreh Kūh
Zavāreh Kūh (persiska: زواره کوه) är en ort i Iran.   Den ligger i provinsen Kermanshah, i den västra delen av landet, 500 km väster om huvudstaden Teheran. Zavāreh Kūh ligger 1 527 meter över havet och antalet invånare är 106.
Terrängen runt Zavāreh Kūh är kuperad. Runt Zavāreh Kūh är det ganska tätbefolkat, med 60 invånare per kvadratkilometer. Närmaste större samhälle är Eslāmābād-e Gharb, 9,0 km norr om Zavāreh Kūh. Omgivningarna runt Zavāreh Kūh är i huvudsak ett öppet busklandskap.